# Verwerkt Eucheuma-wier
Verwerkt Eucheuma-wier is een voedingsadditief dat in de Europese Unie is toegelaten met het E-nummer E 407a.
Het bestaat uit zeewier van de roodwiersoorten Eucheuma cottonii en Eucheuma spinosum dat met de base KOH bij hoge temperatuur is behandeld, waarna het is gewassen met zoet water om verontreinigingen te verwijderen, en gedroogd. Het kan nog verder gezuiverd worden door wassen met alcohol (methanol, ethanol of 2-propanol).
Verwerkt Eucheuma-wier wordt aageduid als PES ("processed eucheuma seaweed"). PES afkomstig van Eucheuma cottonii wordt aangeduid als kappa-PES en PES afkomstig van Eucheuma spinosum als iota-PES.
Het product is een geelbruin tot geelachtig, vrijwel reukloos poeder. Het vormt een troebele, viskeuze suspensie in water. Het bestaat hoofdzakelijk uit de kalium-,natrium-, magnesium- en calciumsulfaatesters van een polysacharide bestaande uit galactose en 3,6-anhydrogalactose. Het kan maximaal 15% algencellulose bevatten. Het polysacharide mag niet gehydrolyseerd of anderszins chemisch afgebroken zijn.
Carrageen, met E-nummer E 407, is ook afkomstig uit roodwieren waaronder Eucheumasoorten, maar heeft een andere structuur en bevat weinig of geen cellulose.